# ルナ1960A
ルナ1960A(Luna 1960A)またはルナE-3 No.1(Luna E-3 No.1)は、1960年の打上げ失敗で失われたソビエト連邦の宇宙船である。重さ279kgのルナE-3宇宙船は2回打ち上げられ全て失敗したが、その1回目にあたる。月周回軌道で月の周囲を飛行し、月の裏を含む月面の画像を撮影することを目的としていた。ルナE-3は、ルナ3号を打ち上げたルナE-2Aと似たデザインだったが、より高解像度のカメラを積んでおり、より接近したフライバイを行う予定であった。

## 打上げ
ルナ1960Aは1960年4月15日15:06:45(UTC)にルナ8K72ローンチ・ヴィークルに積まれて、バイコヌール宇宙基地のガガーリン発射台から打ち上げられた。8K72ブースターのコアエンジンと外部取付け式補助エンジンは完全に作動し、ブロックEステージとエンジンのスタートも当初はうまくいったが、燃焼の途中で燃料システムが減圧し、その後停止した。速度は約300フィート/秒で地球の重力圏を脱出するのには達せず、ブロックEとプローブは大気圏に落下して炎上した。テレメトリーデータを調べることで、ブロックEステージのRP-1タンクが不注意により満タンになっておらず、ブースターの燃料が足りなかったために地球軌道を離脱できなかったことが明らかとなった。ミッションに関する情報が出される前に、アメリカ航空宇宙局はこれが周回軌道で月を撮影する試みであることを正しく把握していた。